# Рыжий рагий
Рыжий рагий (лат. Rhagium sycophanta) — вид жуков подсемейства усачиков (Lepturinae) семейства усачей. Встречается в лиственных насаждениях. Лёт взрослого жука с мая по июль. Длительность жизни одной особи два года. Жук длиной от 17 до 30 мм. Ареал вида: Европа, Россия и Кавказ. Личинки в основном предпочитают дуб (Quercus) в качестве кормового растения.

## Изменчивость
- Rhagium sycophanta ab. apicefasciatum Heyrovský, 1952
- Rhagium sycophanta ab. latefasciatum Müller, 1890